# Markervaart
De Markervaart is een kanaal, dat de Tapsloot en de Zaan bij Westknollendam verbindt met het Noordhollandsch Kanaal. Het kanaal loopt praktisch pal noordzuid en is 3,9 kilometer lang en 2 à 3 meter diep. De Markervaart is vernoemd naar de Markerpolder, waarin de plaats Markenbinnen is gelegen. De vaart werd langs deze polder want de Markervaart liep van oorsprong tot en met de Stierop. In de 19e eeuw werd de vaart doorgetrokken tot het Noordhollandsch Kanaal. Daarvoor verbond de Kogerpoldervaart de Markervaart met het Noordhollandsch Kanaal. Het noordelijke deel van de vaart vanaf de Enge Stierop wordt Kogerpolderkanaal genoemd.

## Gebruik
De Markervaart is sinds het einde van 19e eeuw voornamelijk in gebruik als verbinding tussen de Zaan en het Noordhollandsch Kanaal. Beroepsvaart mag niet van het noordelijk gedeelte van het kanaal, vanaf de Stierop, gebruikmaken tenzij het schip ongeladen is. Aan de noordzijde van de vaart bevindt zich de Woudhaven, een recreatiehaven voor de pleziervaart met enige voorzieningen.